# Batalla de Plaisance
La Batalla de Plaisance se libró durante la Expedición de Santo Domingo durante la Revolución Haitiana.

## Historia
El 5 de marzo de 1802 sin darse cuenta de la rendición de Maurepas, Toussaint atacó a las tropas francesas del general Desfourneaux. Al comienzo del ataque, Toussaint notó que parte del 9.º  regimiento de Maurepas estaba luchando con los franceses bajo las órdenes de Lubin Golart. Hirviendo de ira, Toussaint espoleó a su caballo y cabalgó para encontrarse con ellos, exclamando: "Soldados de la 9.ª, ¿os atrevéis a disparar contra vuestro general y vuestros hermanos?". » Según las memorias de Isaac Louverture, hijo del general, « estas palabras tuvieron el efecto de un trueno; cayeron de rodillas, y si los soldados europeos no le hubieran disparado y se hubieran adelantado, todo el 9no . regimiento habría pasado a Toussaint Louverture. » 
En su informe fechado el 7 de Marzo al Jefe del Estado Mayor General Dugua, Desfourneaux le da la siguiente cuenta:

"Toussaint me atacó el día 5 y tomó por la fuerza mi mejor posición, Morne Bedouret, pero fue desalojado y finalmente el ejército salió victorioso en toda la línea. Toussaint se adelantó diez pasos del destacamento del 9.º Granaderos Negros y  les dijo: “¡Cómo, hijos míos, estáis luchando contra vuestro padre! — Es un bandolero, exclama Placide Lebrun, segundo teniente de granaderos, ¡fuego! El caballo de Toussaint muere, un soldado del 30 se precipita sobre él, este soldado muere. Los guardias de Toussaint lo cubren, son derribados; pero escapa herido, se dice, en el hombro".

Toussaint, derrotado, se repliega sobre Marmelada y Bayonnet, ocupando las posiciones de Le Morne. En otro informe a Dugua, fechado el 14 de marzo , Desfourneaux afirmó que tenía 267 muertos o heridos y una mayor cantidad de enfermos.